# 白雲鹽井遺址
白雲鹽井遺址位於四川省成都市蒲江縣白雲鄉，文物遺址年代判定為唐、宋。2002年12月27日公佈為四川省第六批省級文物保護單位。